# Liste der Einträge im National Register of Historic Places im Clinton County (Illinois)

Lage des Clinton County in Illinois

Die Liste der Einträge im National Register of Historic Places im Clinton County in Illinois führt alle Bauwerke und historischen Stätten im Clinton County auf, die in das National Register of Historic Places aufgenommen wurden.
| [ 2 ] | Name                                     | Bild                           | Eintragsdatum        | Lage                                                                               | Ort                 | Beschreibung                                                                             |
| ----- | ---------------------------------------- | ------------------------------ | -------------------- | ---------------------------------------------------------------------------------- | ------------------- | ---------------------------------------------------------------------------------------- |
| 1     | General Dean Suspension Bridge           | General Dean Suspension Bridge | 1973 ID-Nr. 73000693 | Östlich von Carlyle, 38° 36′ 40″ N, 89° 21′ 26″ W                                  | Carlyle             | Überspannt den Kaskaskia River                                                           |
| 2     | Louisville and Nashville Railroad Bridge |                                | 1996 ID-Nr. 96001280 | Rund drei Kilometer östlich von New Memphis Station 38° 27′ 3,6″ N, 89° 38′ 5,3″ W | New Memphis Station | Frühere Eisenbahnbrücke über den Kaskaskia River, heute noch als Fußgängerbrücke nutzbar |
| 3     | James C. Twiss House                     | James C. Twiss House           | 2010 ID-Nr. 10000020 | 298 North Page Street 38° 36′ 40,1″ N, 89° 36′ 20,8″ W                             | Aviston             |                                                                                          |